# Cộng hòa Jamtland
Cộng hoà Jamtland (tiếng Thuỵ Điển: Republiken Jamtland) là một dự án vi quốc gia văn hoá và tiếp thị hài hước, với các yếu tố lịch sử và khu vực có trụ sở tại hạt Jämtland của Thụy Điển, nằm ở giữa Scandinavia. Từ thế kỷ thứ 10 đến thế kỷ thứ 12, Jamtland đã tự quản và độc lập với bất kỳ quốc gia nào, do đó có tên là "Cộng hòa Jamtland". Nó được sáp nhập vào năm 1178 với Vương quốc Na Uy. Nó vẫn có quyền tự trị đáng kể, và mối liên hệ chính của nó với nhà vua Na Uy là thông qua việc trả thuế hoàng gia. Quần đảo Orkney là khu vực duy nhất khác có quyền tự trị tương tự.

## Lịch sử
Cộng hòa Jamtland được thành lập vào năm 1963 (tái lập nền cộng hòa thế kỷ thứ 10 trước đây) để phản ứng với việc di cư khỏi hạt. Sự kiện kích hoạt nền tảng của nó là kế hoạch tập trung của các quan chức Thụy Điển để hợp nhất hạt Jämtland với hạt Västernorrland. Những người sáng lập đã tổ chức một hiệp hội, Phong trào giải phóng và huy động người dân thông qua "lễ hội tự do" Storsjöyran. Nghệ sĩ giải trí truyền hình Yngve Gamlin đã được bầu làm tổng thống và Jamtland được tuyên bố là một nước cộng hòa theo đúng nghĩa của nó, trong Vương quốc Thụy Điển.
Tổng thống thứ hai, diễn viên hài Moltas Eriksson, đã mô tả Phong trào Giải phóng là "51% trong trò đùa và 49% một cách nghiêm túc". Nó chủ yếu được xem là một trò lừa bịp hài hước, và hỗ trợ thực sự cho một quốc gia độc lập trong dân số địa phương là thấp. Trọng tâm chính của phong trào là bảo tồn và phát huy văn hóa, ngôn ngữ và lối sống Jamtland, nhưng không độc lập cho ba nước "cộng hòa cấu thành".
Chủ tịch hiện tại (tổng thể thứ ba) là Ewert Ljusberg, một người đàn ông một lần nữa từ kinh doanh show. Mỗi năm một lần, ông có một bài phát biểu phổ biến tại lễ hội thành phố Storsjöyran ở Östersund, nơi ông kích động và chế giễu "Người Thuỵ Điển Lớn", chính phủ Thụy Điển và Liên minh châu Âu, một cách vừa nghiêm túc vừa đùa cợt.

## Biểu tượng nhà nước

### Quốc ca
Quốc ca của Jamtland là bài Jämtlandssången, với lời bằng cả tiếng Thuỵ Điển lẫn tiếng Jamtland, những ngôn ngữ chính thức của nước cộng hoà.
| Tiếng Thuỵ Điển | Tiếng Jamtland |
| --- | --- |
| Så tåga vi tillsamman bort mellan Jämtlands gröna ängar bort mellan nyland som prunka fulla av bröllopsblomsters prakt. Så skåda vi med gamman hän över berg i blåa fjärran hän över sjöar, strömmar, skogar jämt kring bygder på vakt. Fagert är landet som blev vår lott och arvedel så firom dess fägring nu med sång och stråkars spel. Tändom ånyo det hopp som våra fäder närt! För slit och mödor av fröjd och sol ett mått oss beskärt. | Mæ går på stigom å leit oss opp öve bakkan, bort milla åkrom, opp hitat vållom, der bjällan pingel skvällht i jænsmässti. Mæ sir frå höjdom bort mot åsom, der kjörsan står milla gålom bort ditat fjällom vår der Skuta står så gnistrenes vit. Fejen så sjong mæ att‚ JAMTLANN DE E LANNE VÅRT! i tusen år ha mæ hadd'e, håll'e därför hårt. Ler ta den friheit som fedran ein gång at oss ga! Hen ske mæ læva å minnes allht, som fedran oss sa! |

## Tổng thống
- Yngve Gamlin (1963–1983; trong 20 năm)
- Moltas Ericsson (1983–1988; trong 5 năm)
- Ewert Ljusberg (1989–2021; trong 31 năm)[5]